# Kastell Overbetuwe-Driel
Das Kastell Overbetuwe-Driel ist ein mit großer Wahrscheinlichkeit vermutetes römisches Auxiliarkastell des Niedergermanischen Limes. Das ehemalige Militärlager lag auf dem Gebiet von Driel, einem Dorf der Gemeinde Overbetuwe in der niederländischen Provinz Gelderland.

## Lage und Befunde

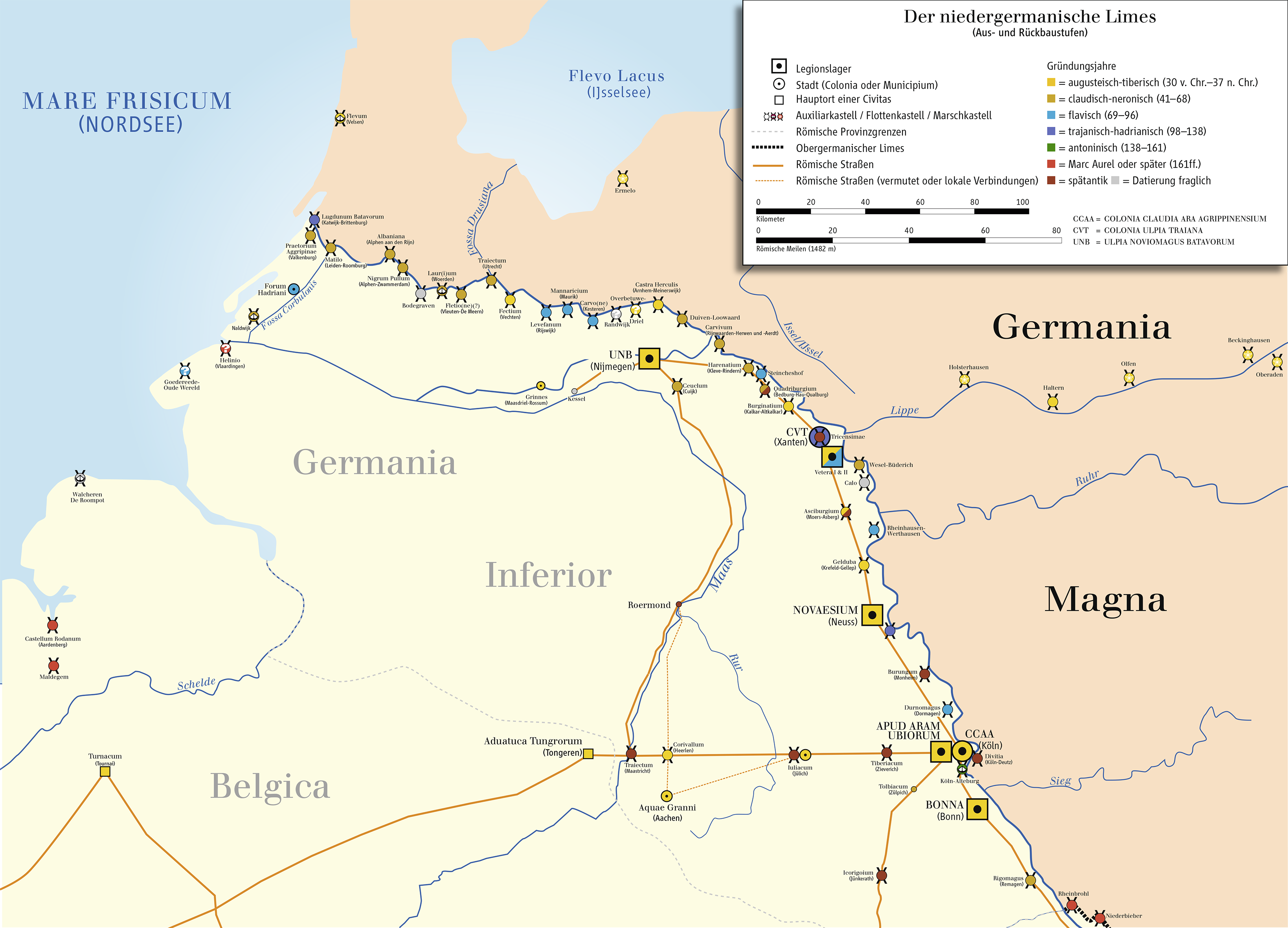
Driel im Verlauf des Niedergermanischen Limes

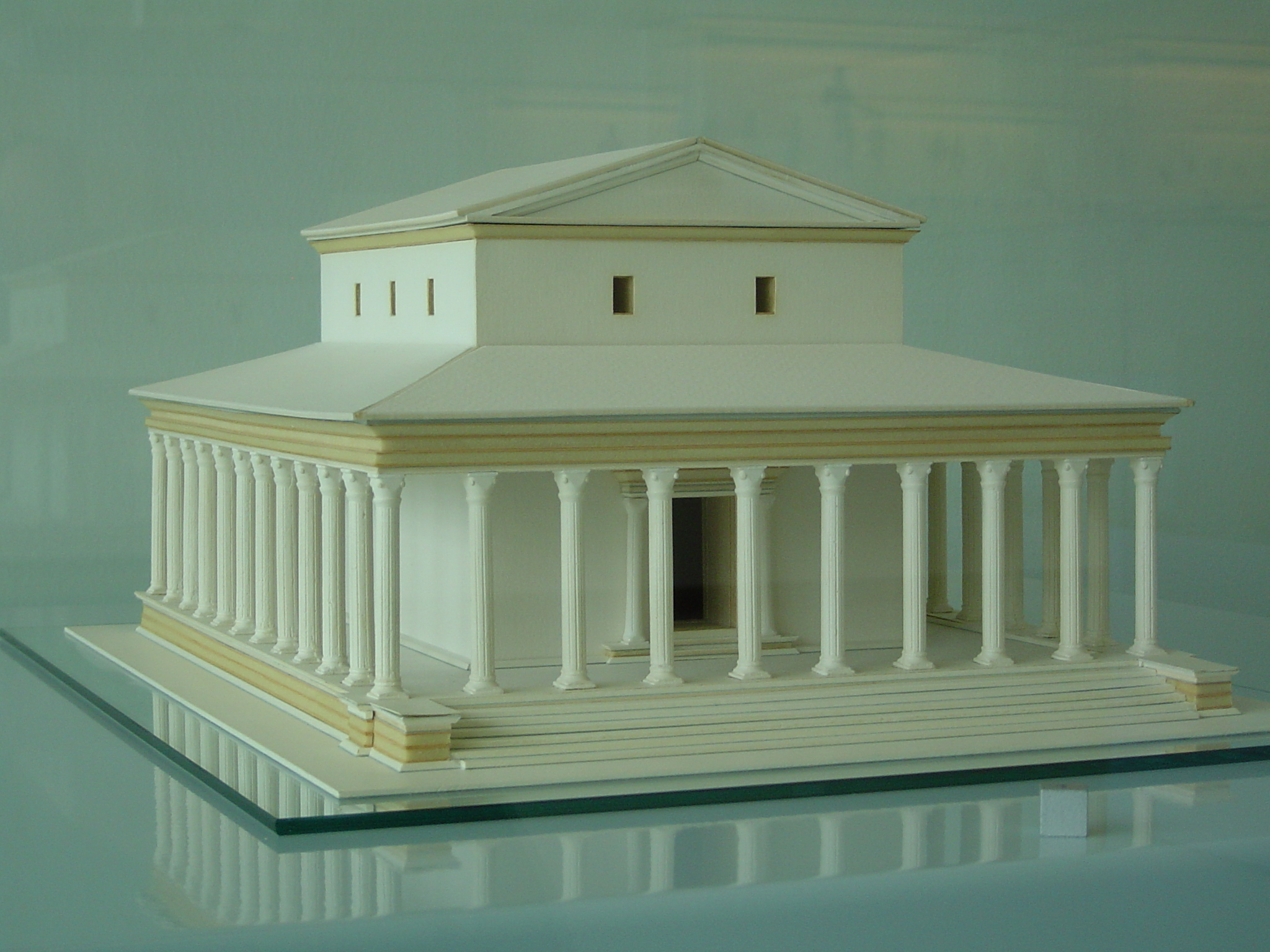
Modell eines der beiden Tempel aus dem Vicus von Elst, fünf Kilometer südlich von Driel
(Museum Het Valkhof, Nijmegen)

Etwa 3,5 km westlich des Kastells Arnhem-Meinerswijk befand sich das Militärlager in exponierter und günstiger militärgeographischer Lage auf einem Stromrücken, der eine gute Verbindung zwischen dem Militärplatz und dem fünf Kilometer südlich gelegenen Vicus von Overbetuwe-Elst sowie mit dem 15 km ebenfalls südlich entfernt gelegenen Legionslager Ulpia Noviomagus Batavorum/Nijmegen gewährleistete.
Bis zum heutigen Tag sind keine archäologischen Ausgrabungen durchgeführt worden. Alle Erkenntnisse stützen sich auf Zufallsfunde. Aufgrund der Zusammensetzung dieses Fundmaterials, insbesondere durch die frührömische Terra Sigillata gilt eine Gründung des Kastells spätestens im zweiten Jahrzehnt des ersten nachchristlichen Jahrhunderts als wahrscheinlich. Die Fundstreuung weist auf eine ungewöhnliche Größe des Lagerareals von etwa 8,5 ha hin. Die Besatzung des Lagers ist nicht bekannt. Sie bestand möglicherweise aus einer Kavallerieeinheit, einer Ala oder Cohors equitata, oder entsprechenden Vexillationes. Dafür sprechen ein Inschriftenfund, ein Graffito des Salios aus der Turma des Gaius sowie Teile von Pferdegeschirren, die 1895 zusammen mit Phalerae in der Nähe gefunden wurden.
Sein Ende dürfte das Lager um das Jahr 260 gefunden haben.
Die Funde aus Driel befinden sich heute im Rijksmuseum van Oudheden in Leiden.